# 비봉면 (청양군)
비봉면(飛鳳面)은 대한민국 충청남도 청양군의 면이다.

## 행정 구역
- 강정리(江亭里)
- 관산리(寬山里)
- 록평리(綠坪里)
- 방한리(方閑里)
- 사점리(舍店里)
- 신원리(新院里)
- 양사리(養士里)
- 용천리(龍川里)
- 장재리(長在里)
- 중묵리(中墨里)

## 교육
- 가남초등학교 (록평리)
- 문박초등학교 (폐교) - 충절로 1630-6 (중묵리)
- 비봉초등학교 (폐교) - 용천신원로 11 (용천리)